# DFSK K-Series
DFSK K-Series (东风小康K系列) — малотоннажный грузовой автомобиль производства DFSK Motor, совместного предприятия между Dongfeng Motor и Chongqing Sokon Industry.

## Первое поколение
Первое поколение DFSK K-Series состоит из нескольких различных типов кузовов, включая фургоны с короткой и длинной колёсными базами и пикапы с одинарной или же двойной кабиной. В некоторых странах мира автомобиль продавался под названием DFM Ministar.

### DFSK K05 и K07
Фургоны первого поколения продавались под названиями DFSK K05, DFM K07 и Dongfeng Sokon K07 в зависимости от комплектации. В Китае цены могут варьироваться от 27900 до 36900 юаней. Чуть позже появилась модернизированная версия под названием K07 II, однако изменения были незначительными.

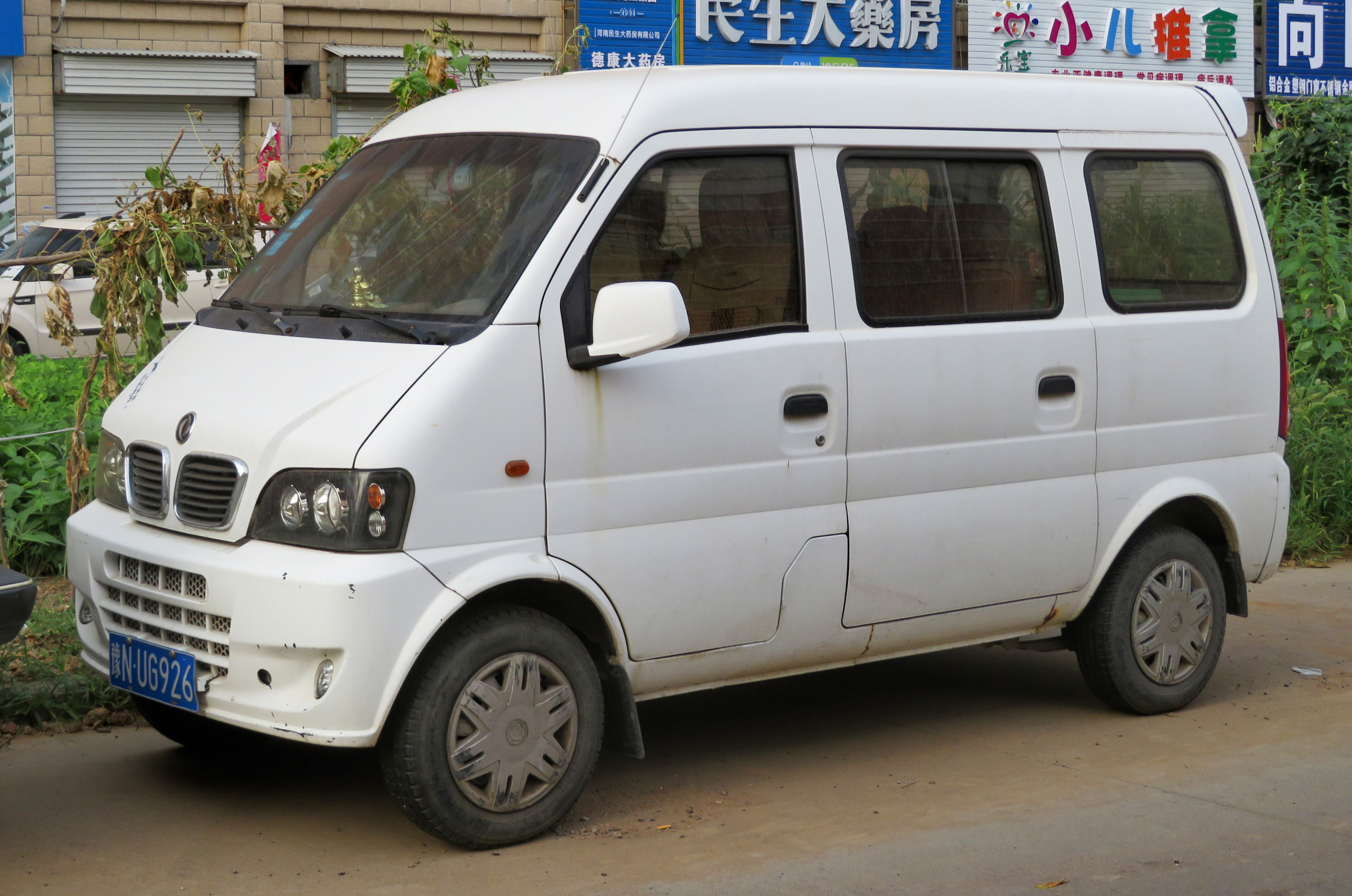
DFSK K07/K17
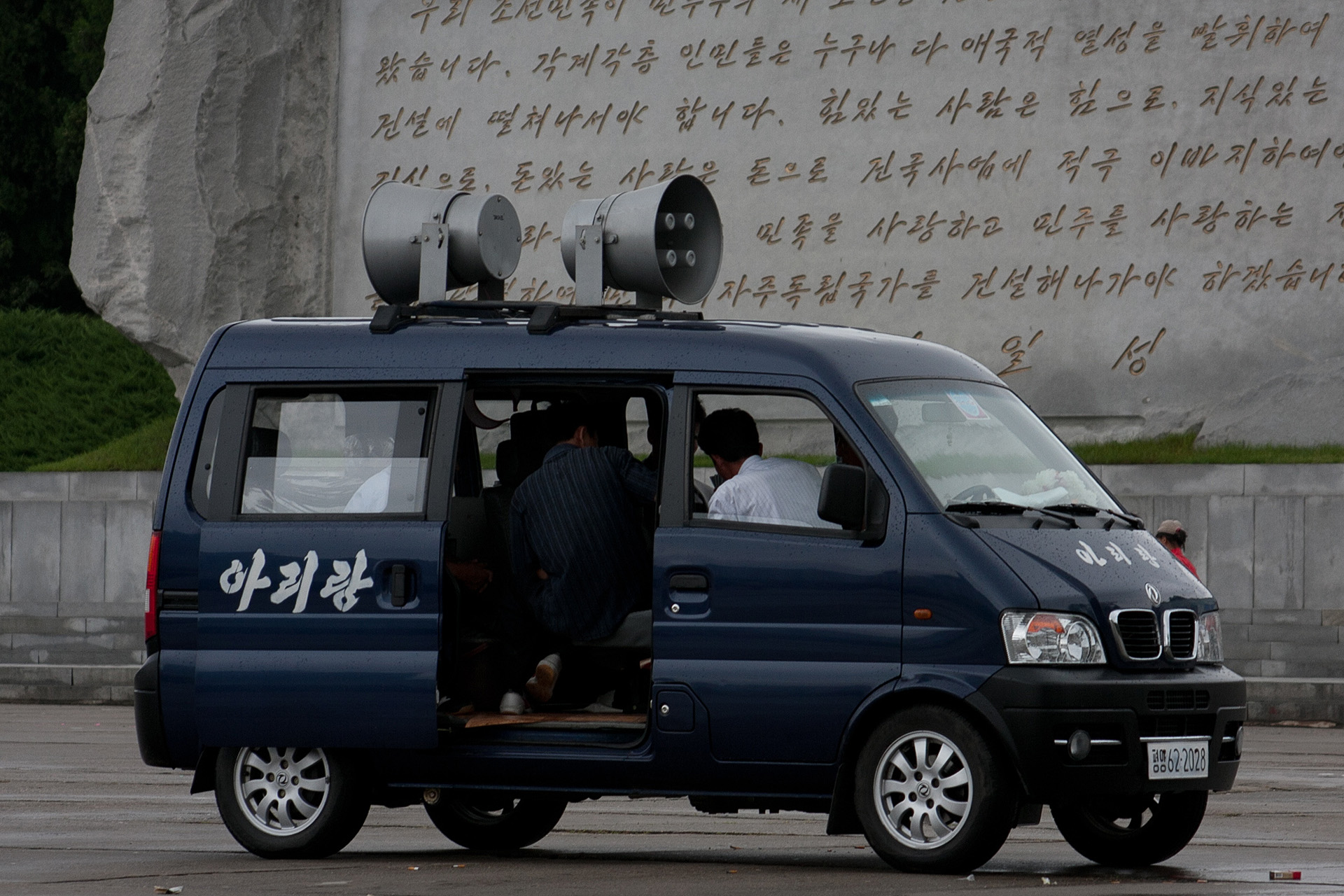
Пропагандистский автомобиль DFSK K07 в Северной Корее
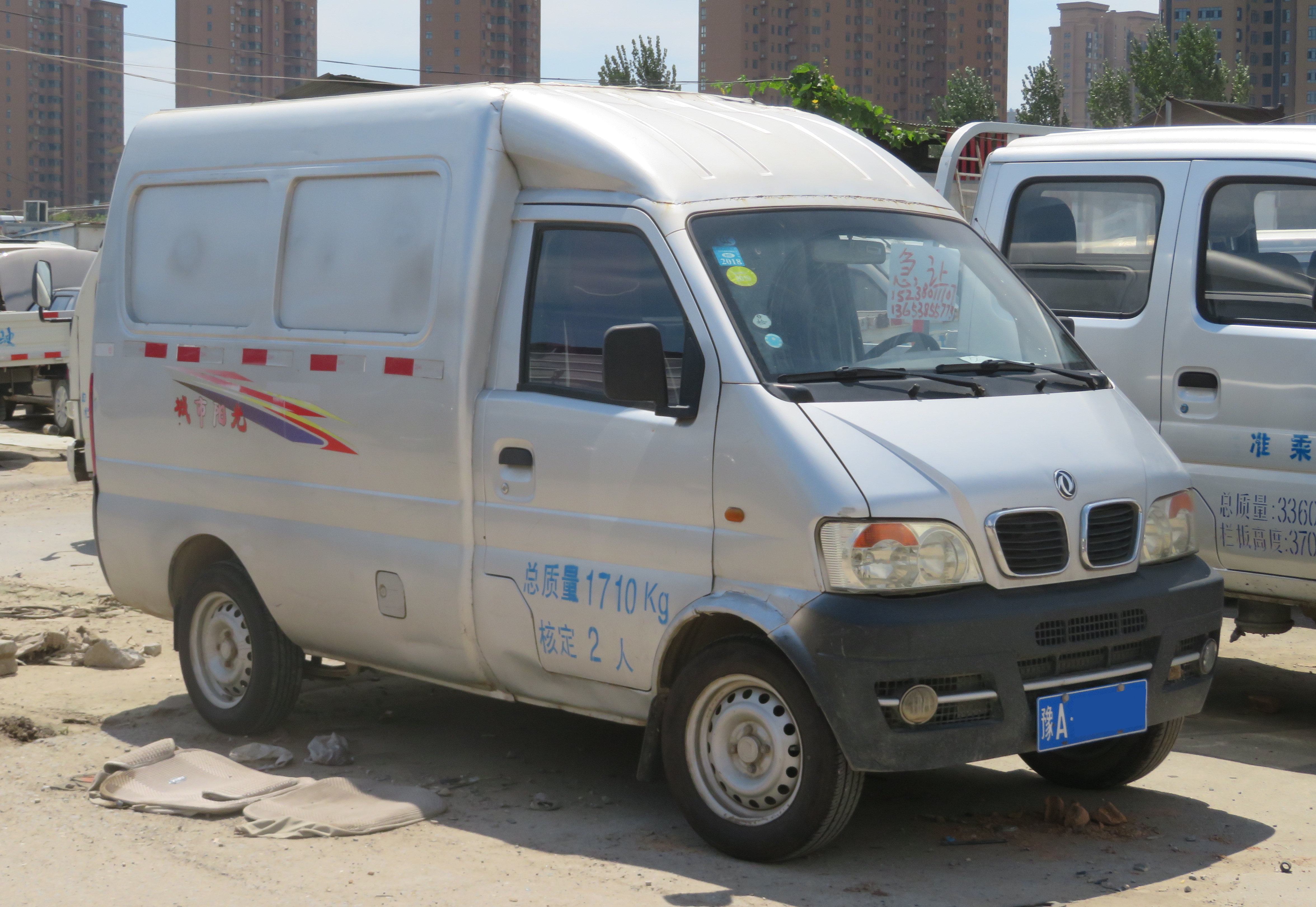
Грузовой автомобиль DFSK K07
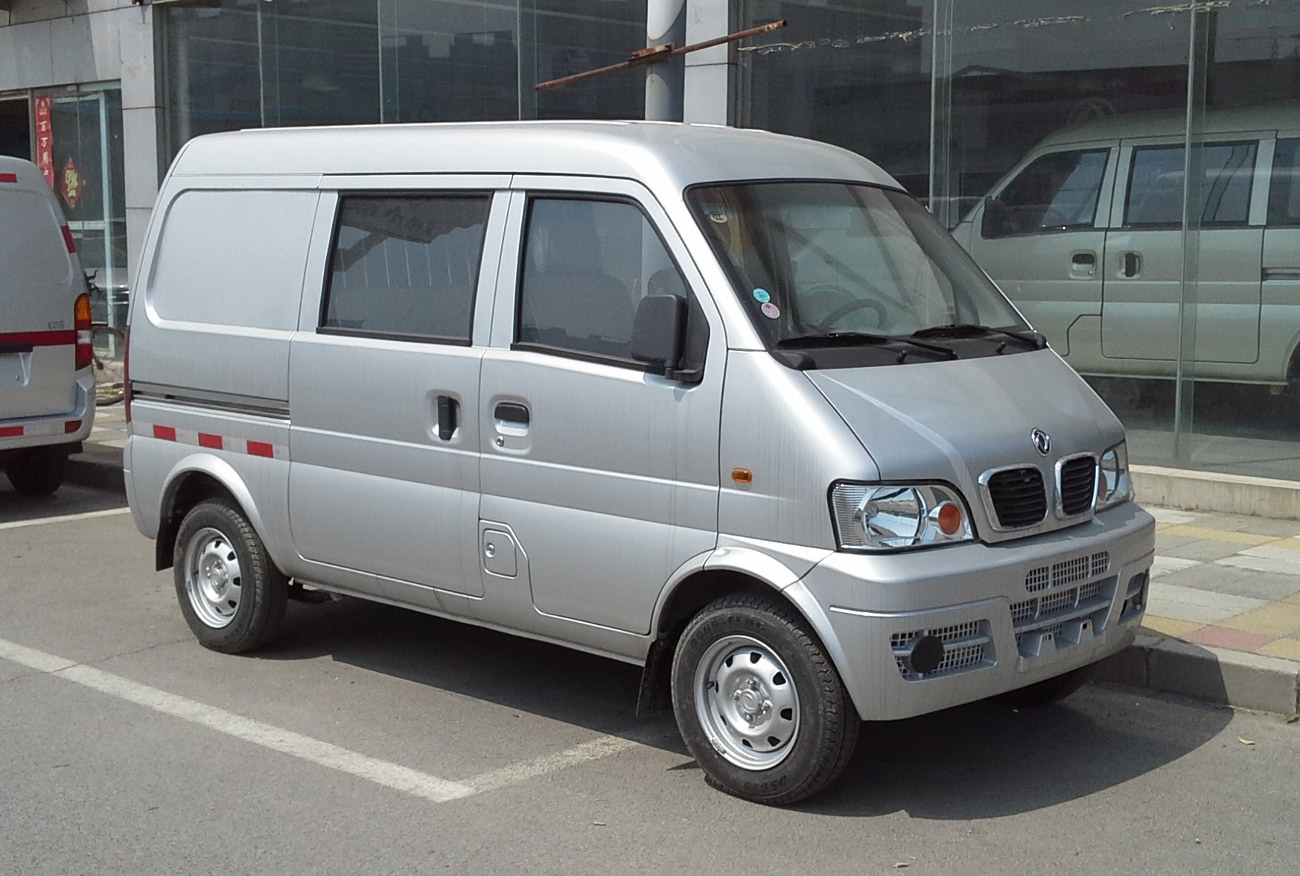
Панельный фургон Dongfeng Sokon K05
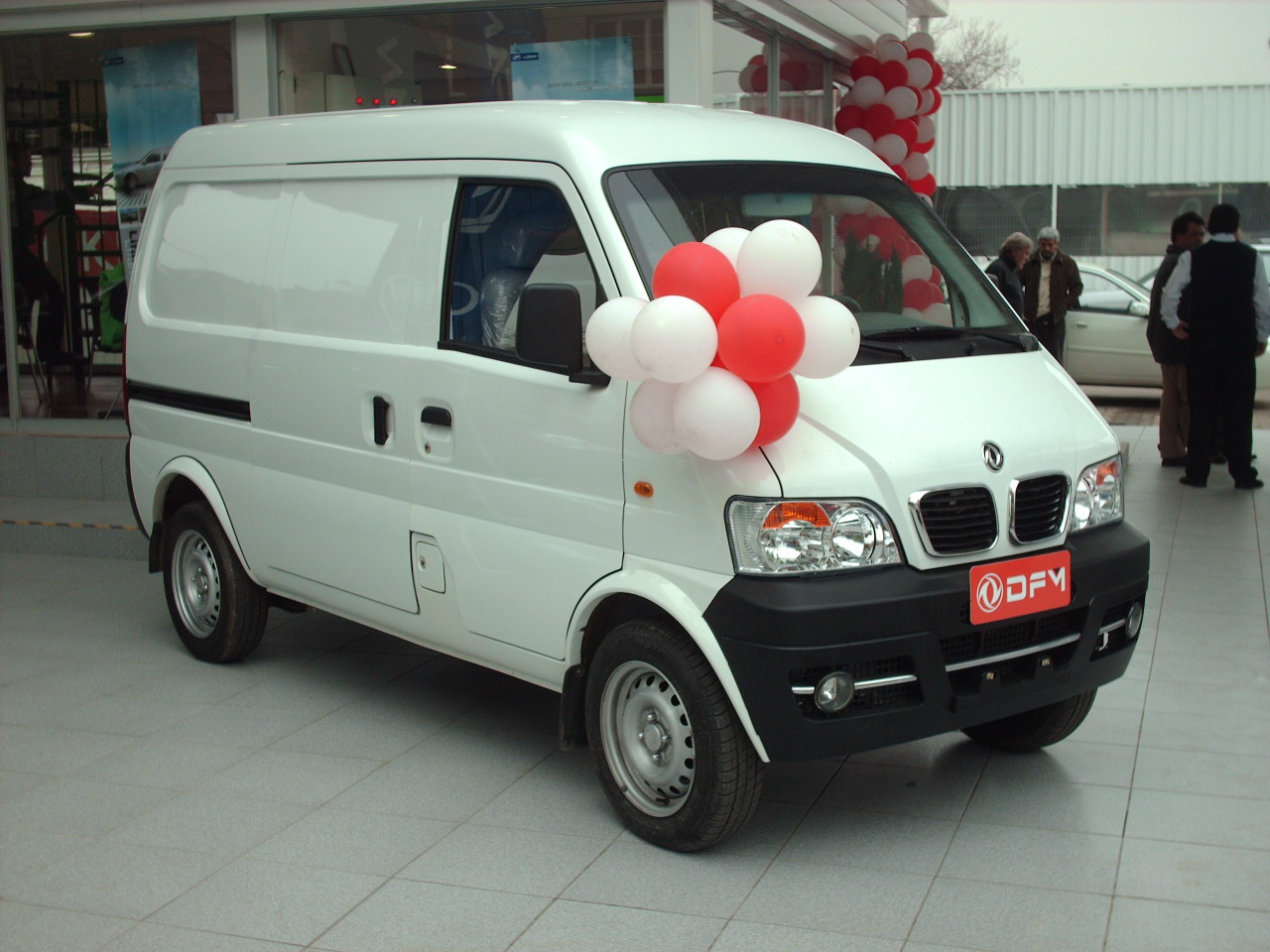
Панельный фургон DFM Ministar (Чили)
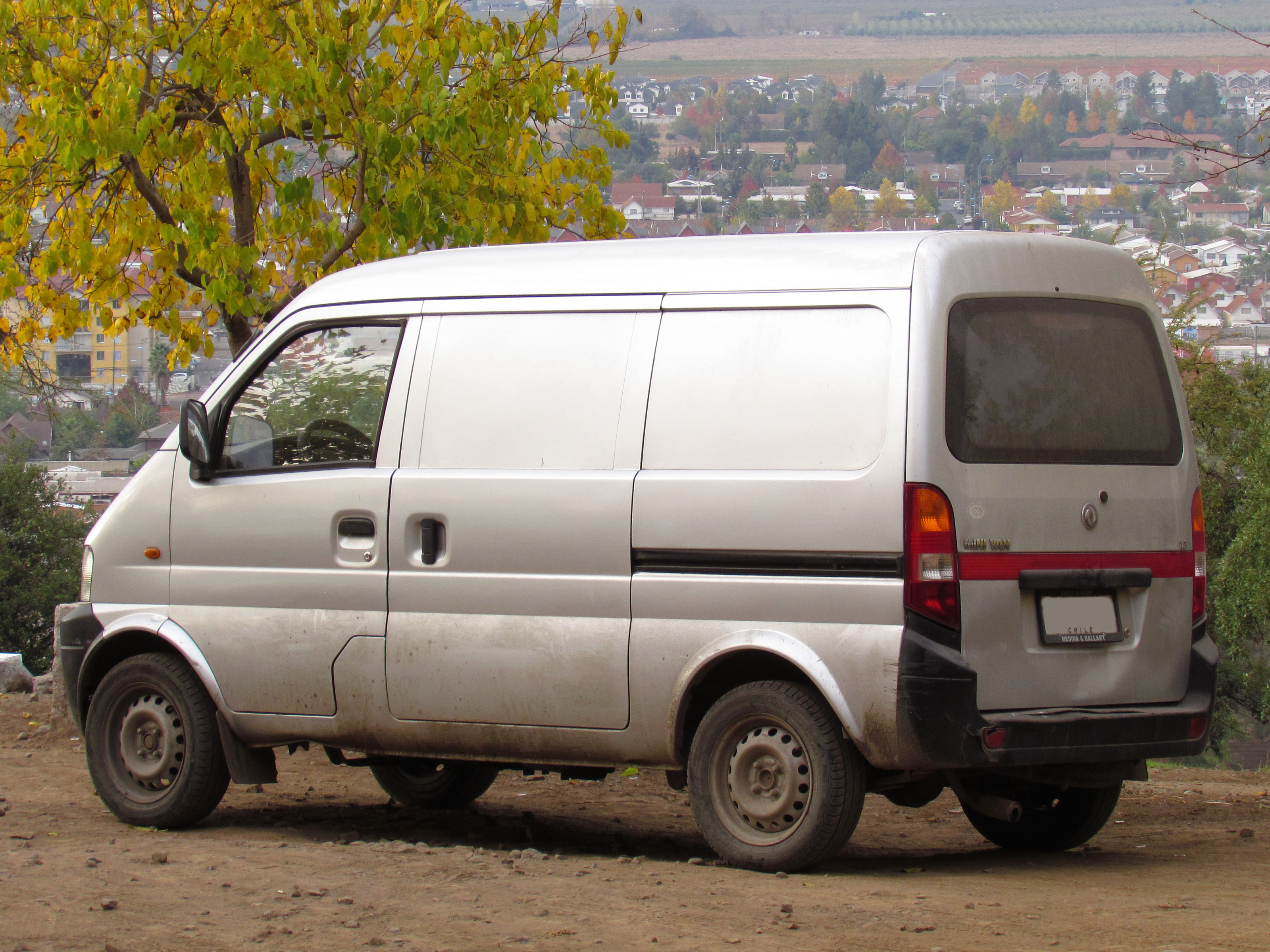
Панельный фургон DFM Ministar

### DFSK K01
DFSK K01, DFM K01 и Dongfeng Sokon K01 — серия микроавтобусов и пикапов с одинарной кабиной. С 2008 года автомобили продавались под названием EQ1020TF. Совместное предприятие между Zamyad и DFSK выпускает K01 с 2016 года под названием Zamyad Dorka.

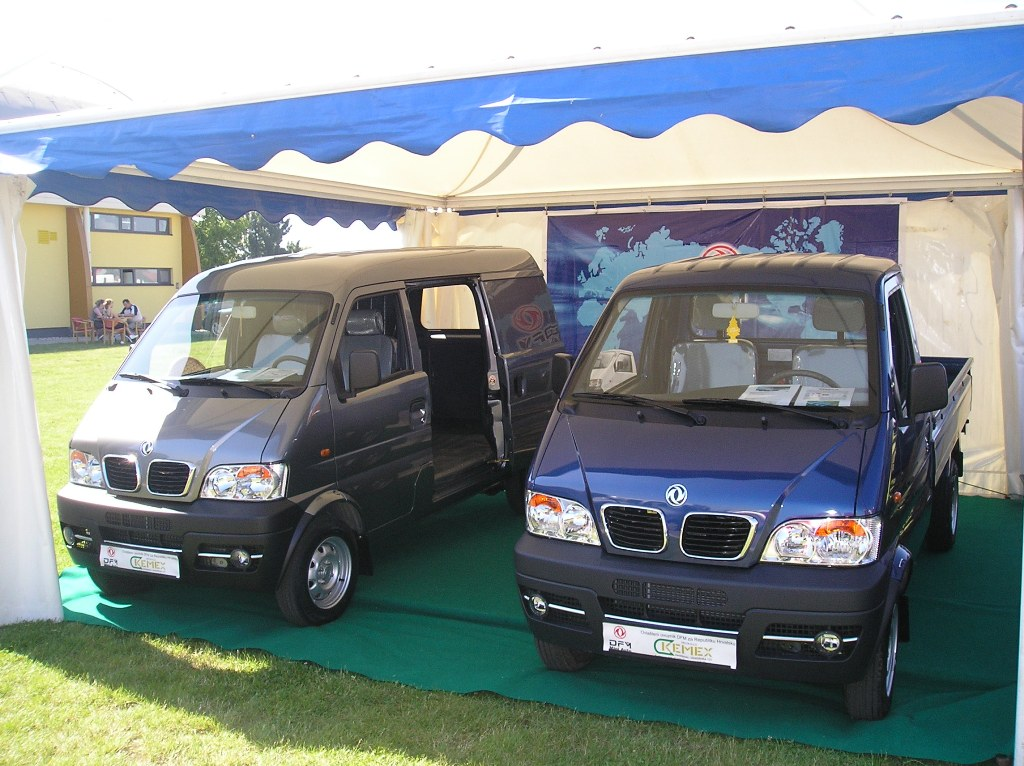
Микровэн DFM K07 и пикап DFM K01
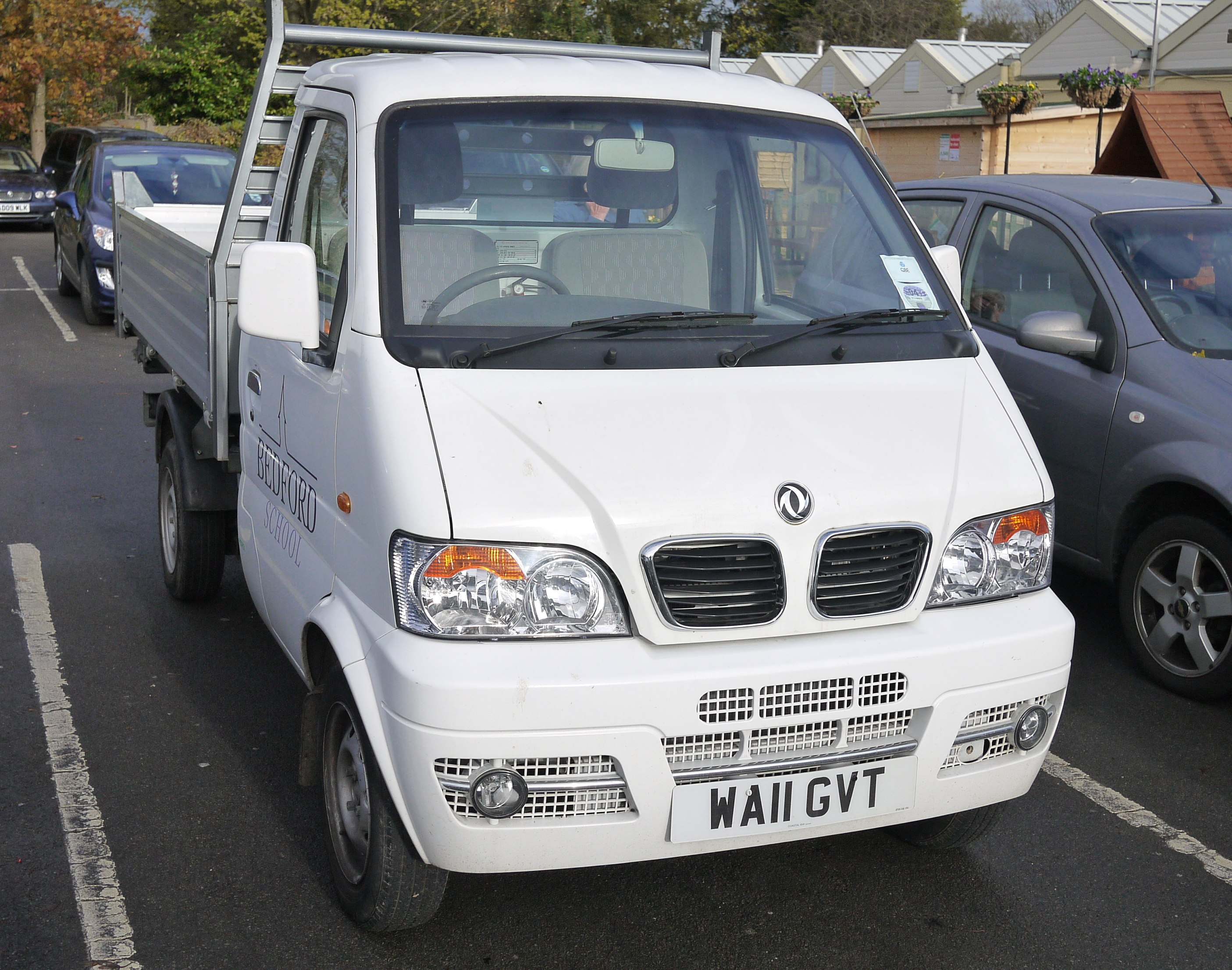
Пикап DFM K01 (Великобритания)
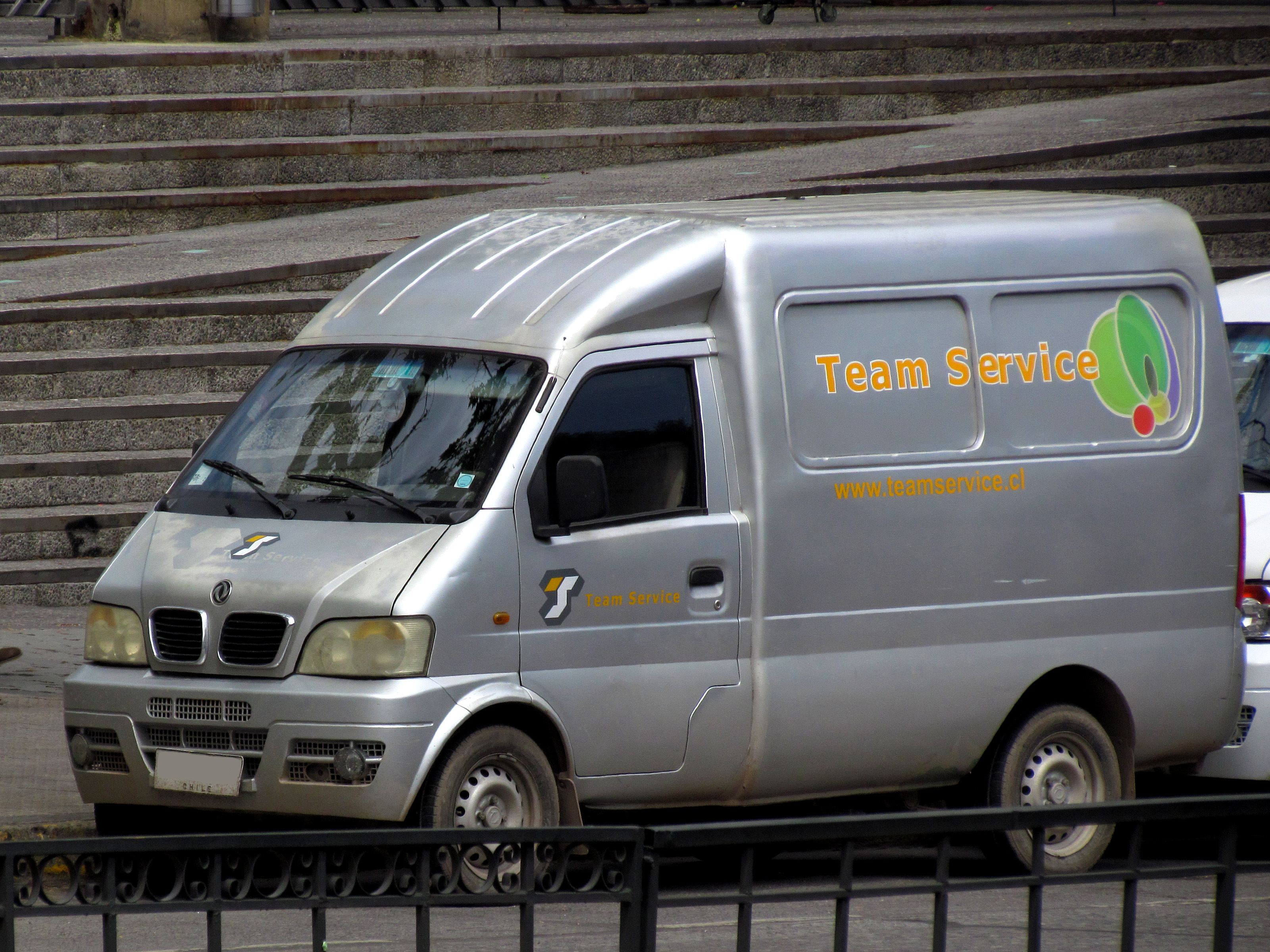
DFM Ministar

### DFSK K02
DFSK K02, DFM K02 и Dongfeng Sokon K02 — серия пикапов с двойной кабиной на базе DFSK K07 под кодовым названием EQ1021NF. Автомобили оснащаются двигателями EQ465i2-20, EQ465i2-30 и EQ474i.

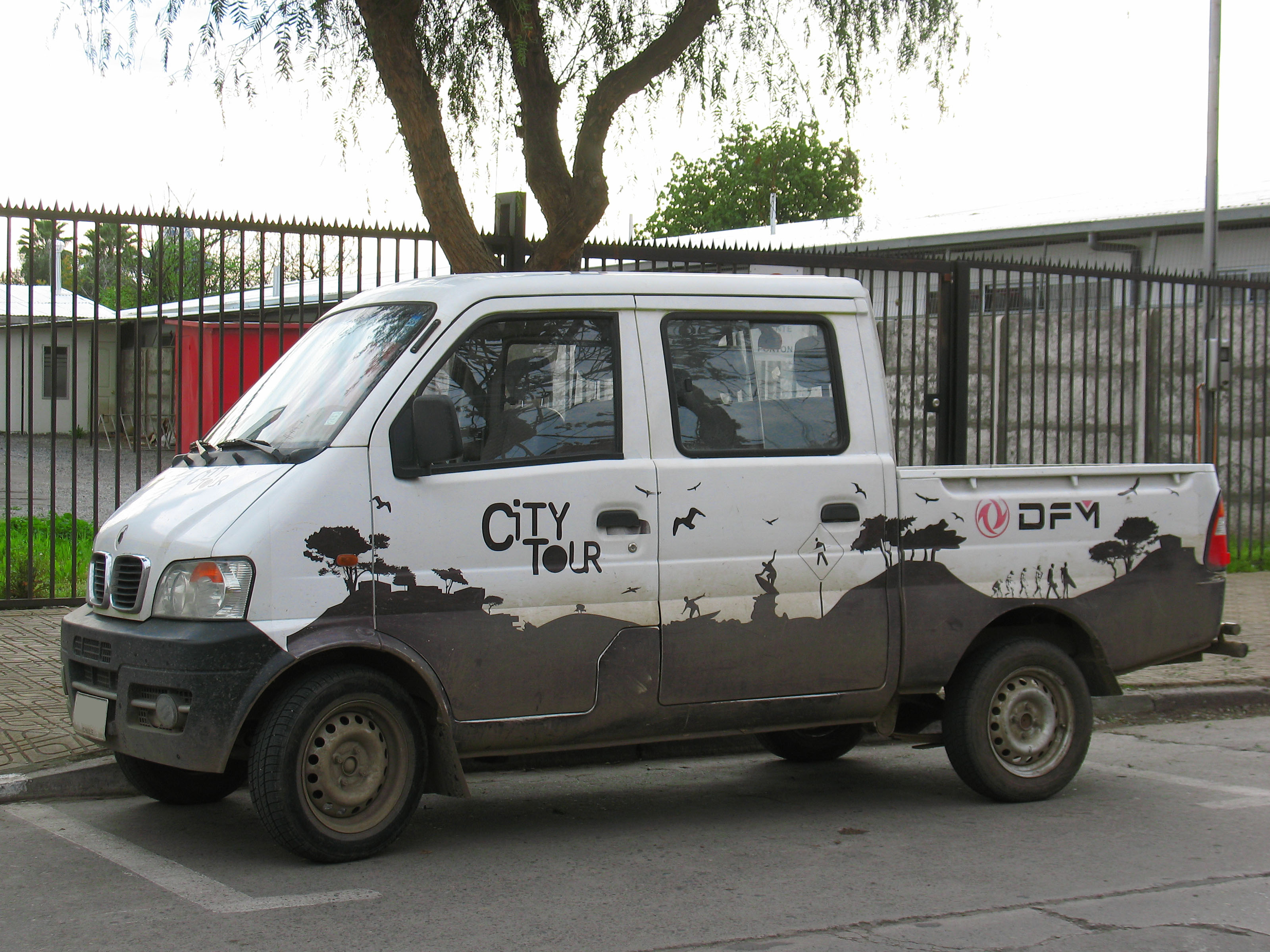
DFM K02 (Чили)
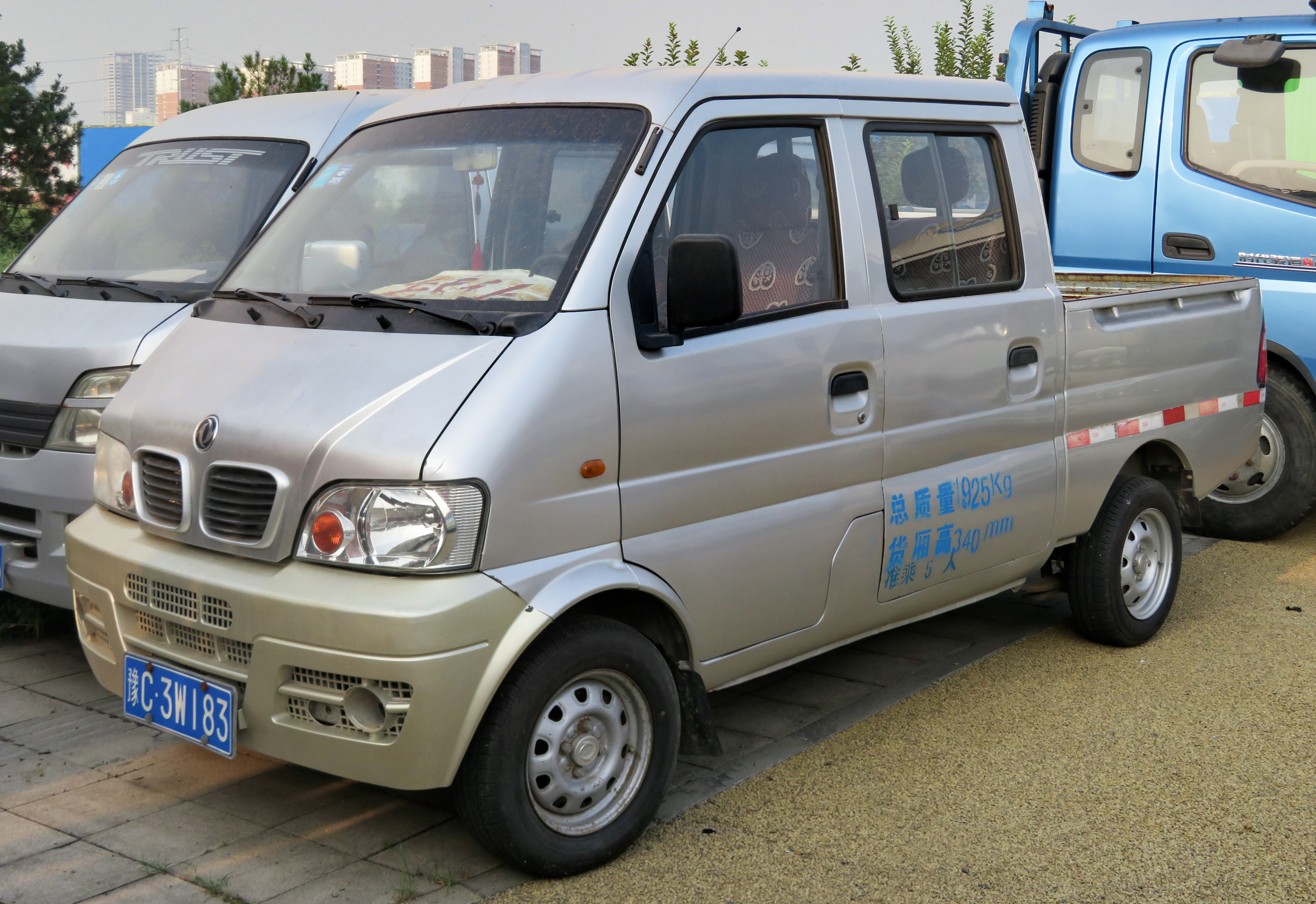
Вид спереди
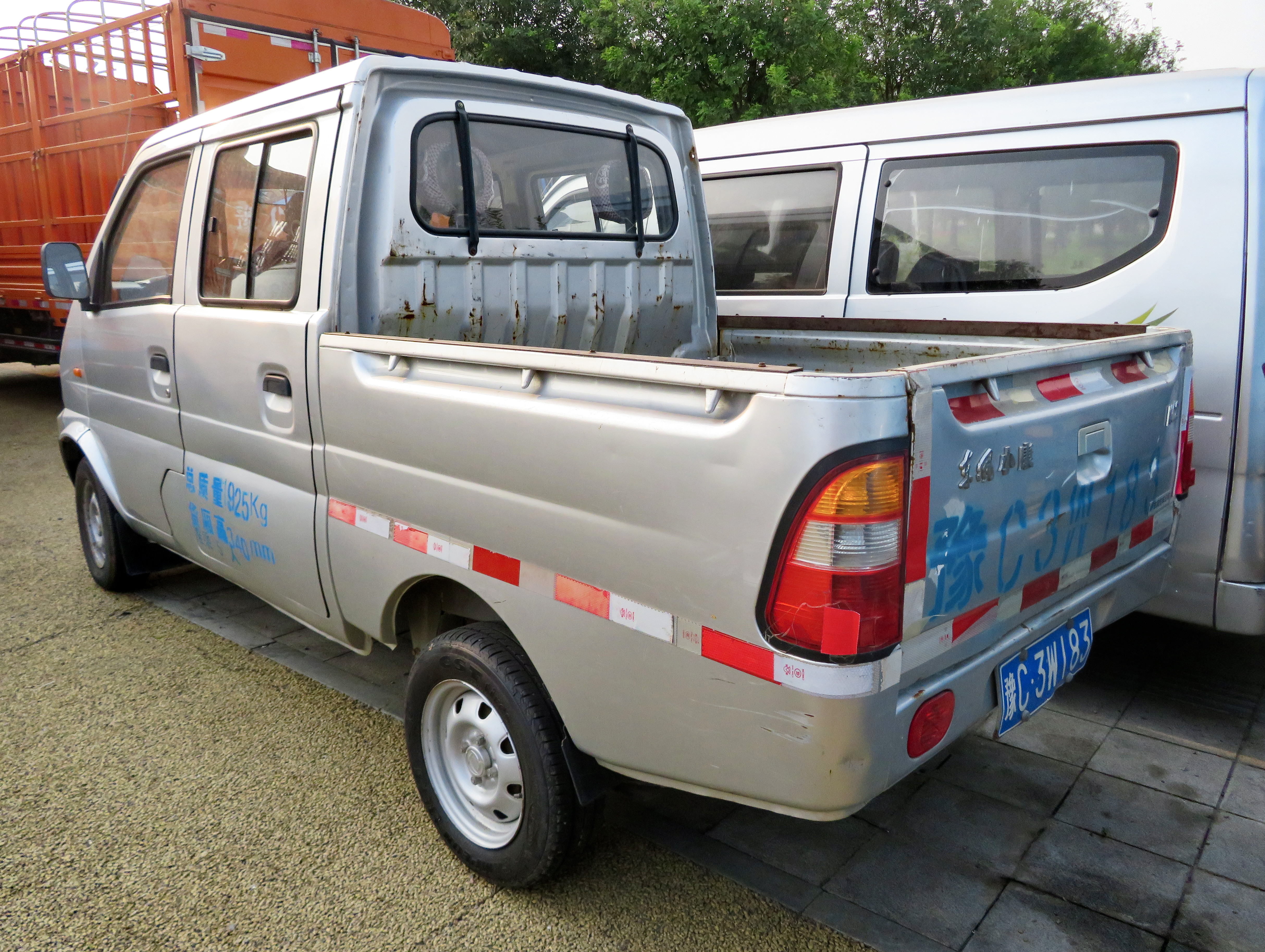
Вид сзади

### DFSK K06
DFSK K06 является грузопассажирской версией DFSK K07 вместимостью 5 человек с двигателем EQ474i. Кодовое обозначение — EQ6410LF. На базе K06 выпускают автомобили скорой помощи и полиции.

### DFSK Xin K07 (New K07, 2013 — настоящее время)
DFSK Xin K07 дебютировал в октябре 2013 года как семиместный минивэн. Вместо раздвижных дверей используются распашные.

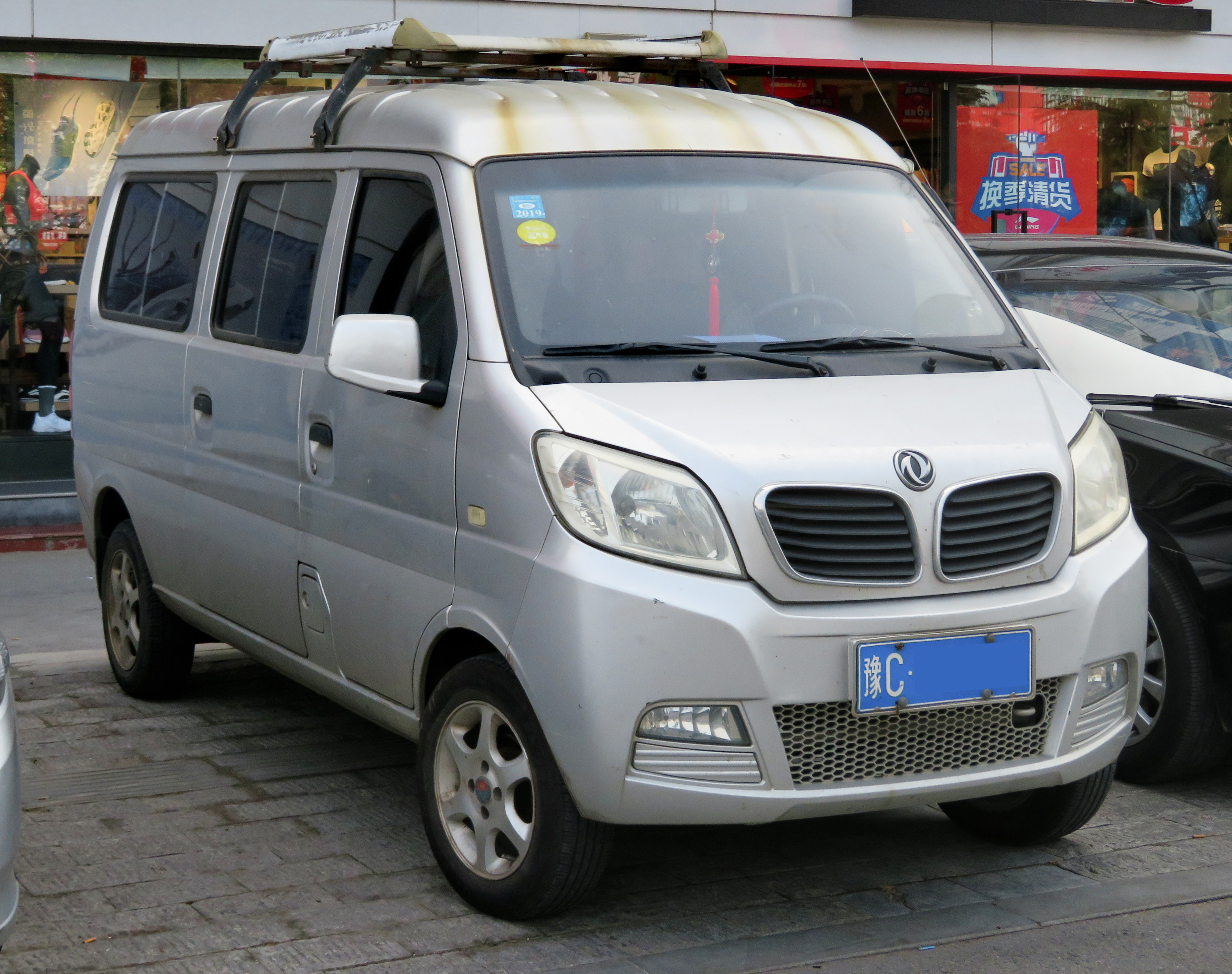
Вид спереди
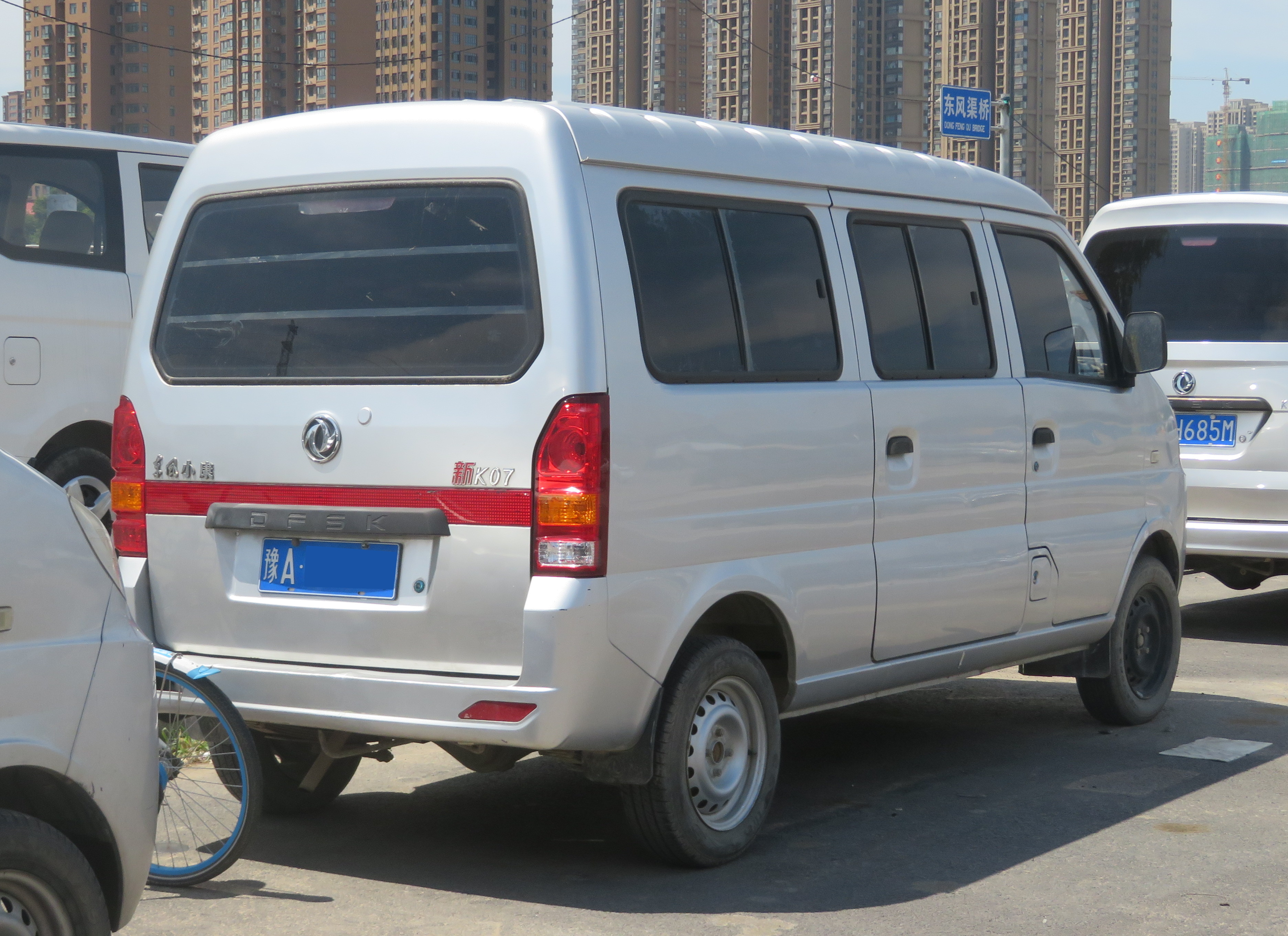
DFSK New K07
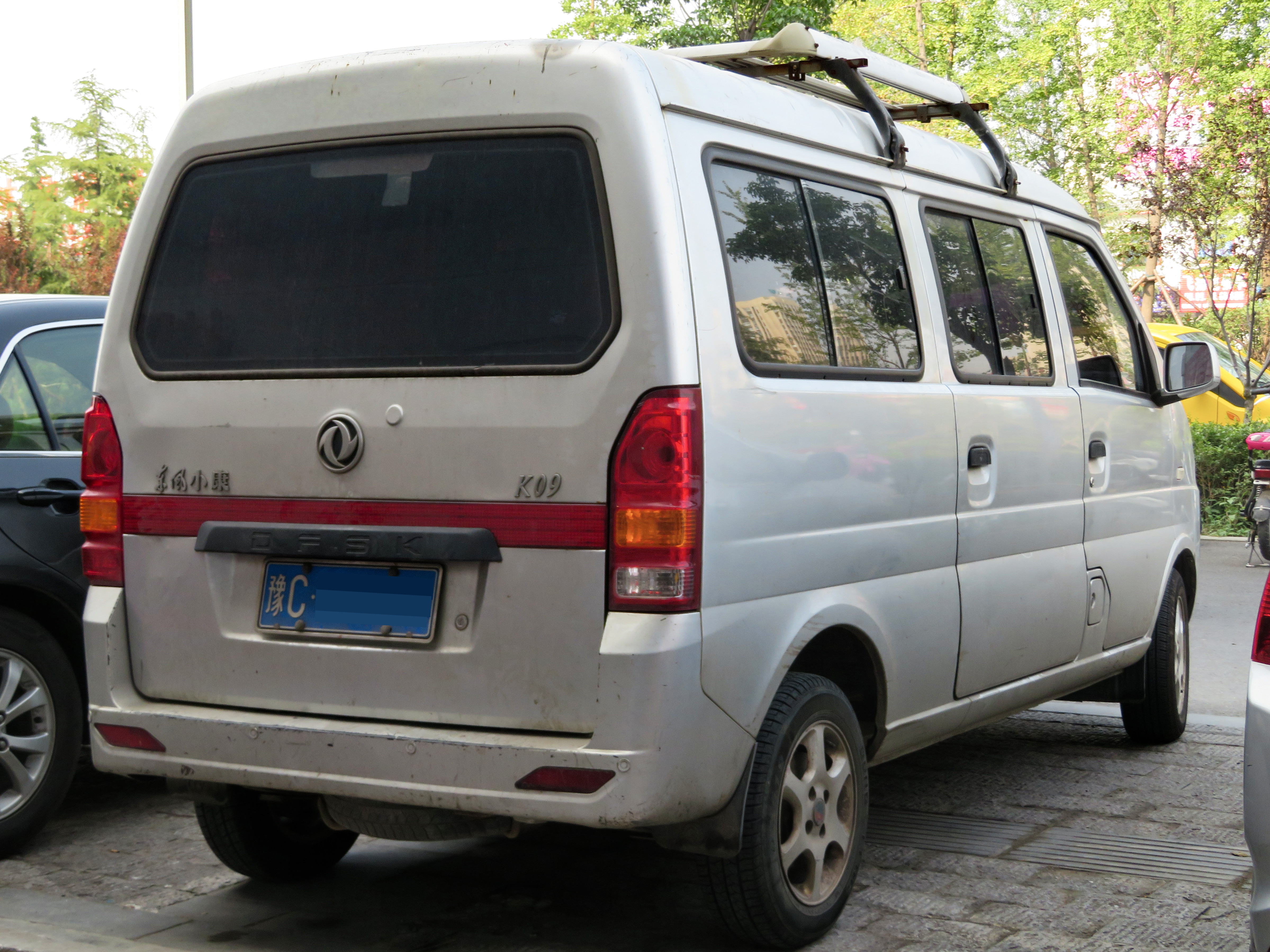
Dongfeng Sokon K09

## Второе поколение

### DFSK K05S и K07S
Как и в случае с первым поколением, названия DFSK K05S и K07S применяются в зависимости от комплектации. Цены на K05S варьируются от 28900 до 30900 юаней, а на K07S — от 28900 до 32900 юаней.

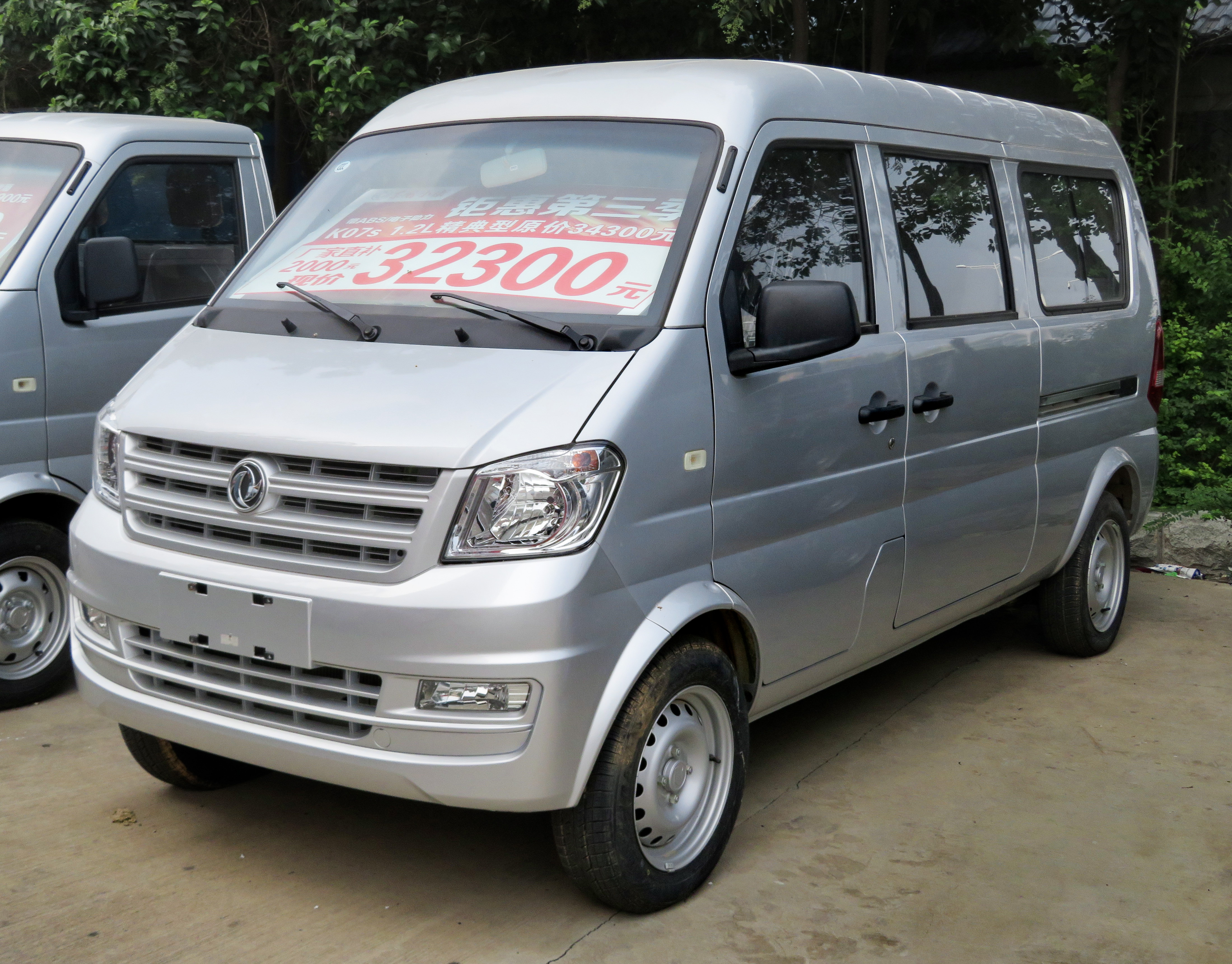
Вид спереди
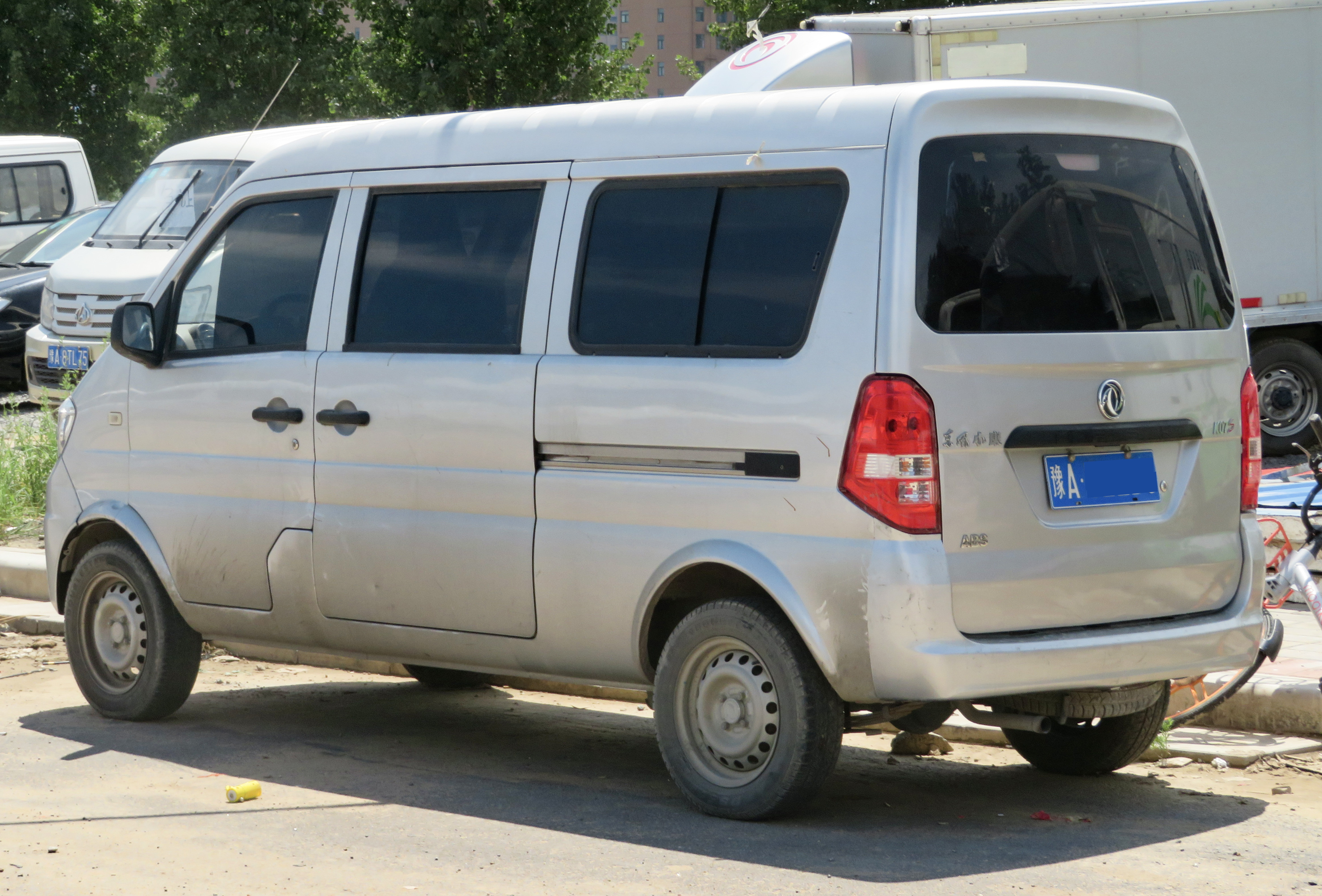
Dongfeng Xiaokang K07S
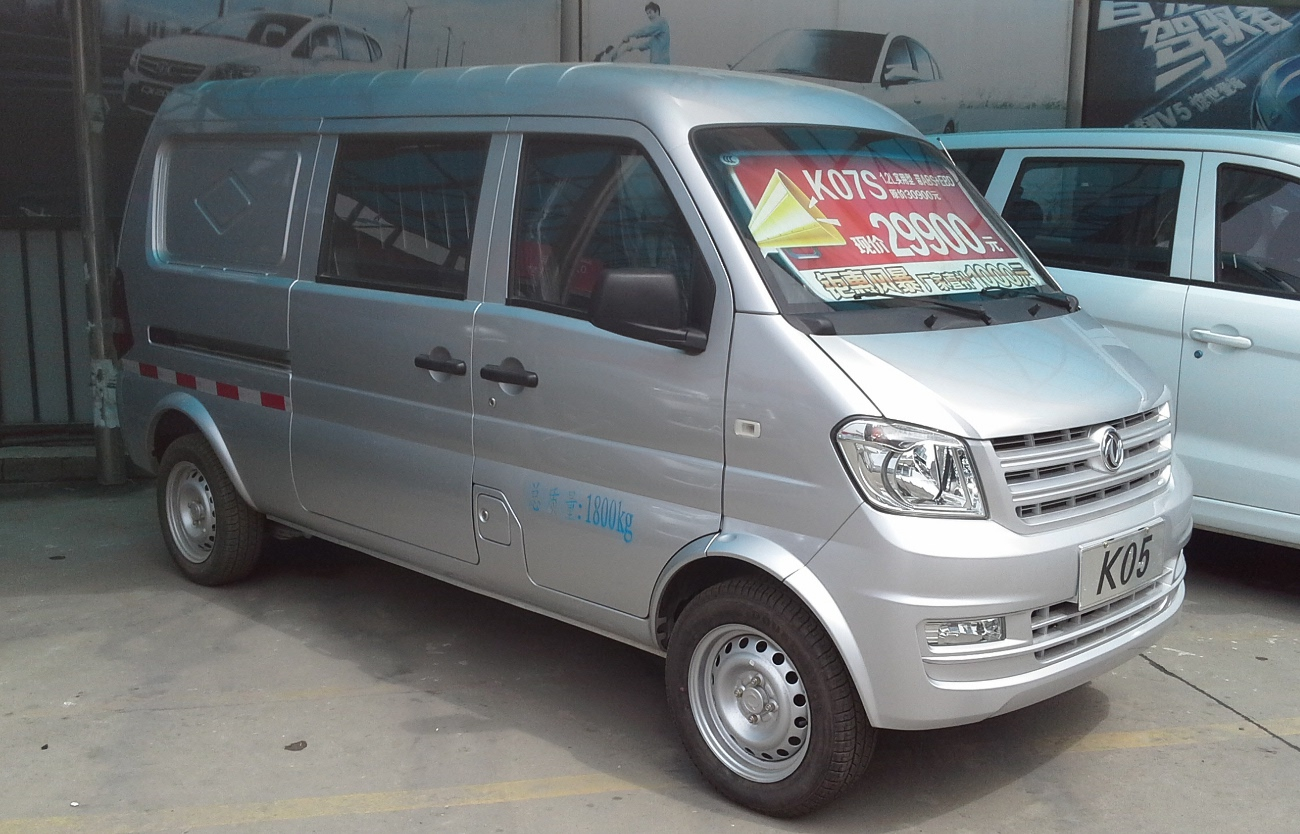
Dongfeng Sokon K05

### Пикапы (DFSK K01, K02 и K02L)
Пикапы второго поколения DFSK K-Series имеют принципиально другую переднюю часть, в то время как крылья и дверные ручки идентичны микровэнам первого поколения.

#### DFSK K01 и K05
DFSK K01 является пикапом на базе DFSK K07S с одинарной кабиной.

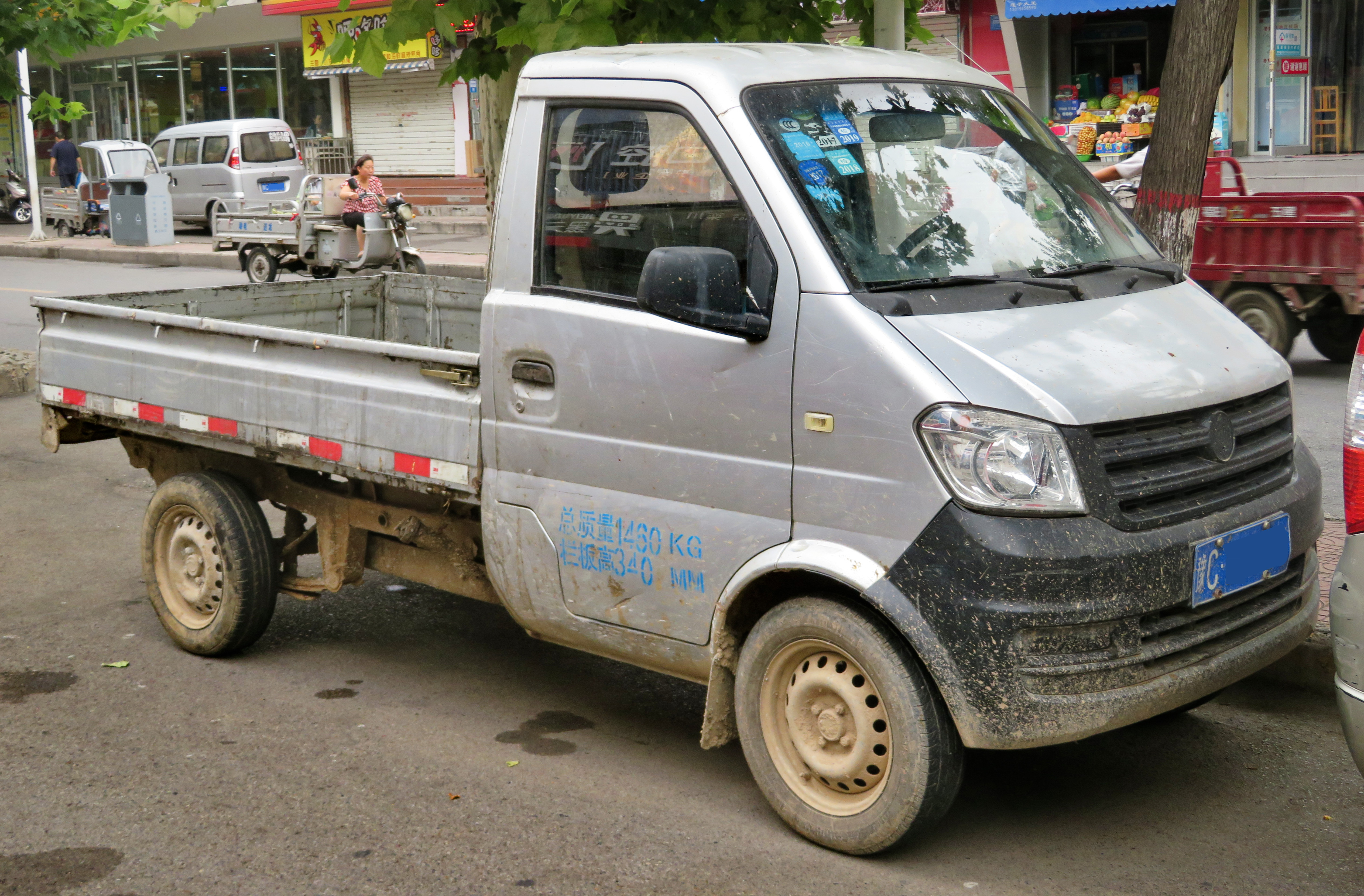
2016 DFSK K01
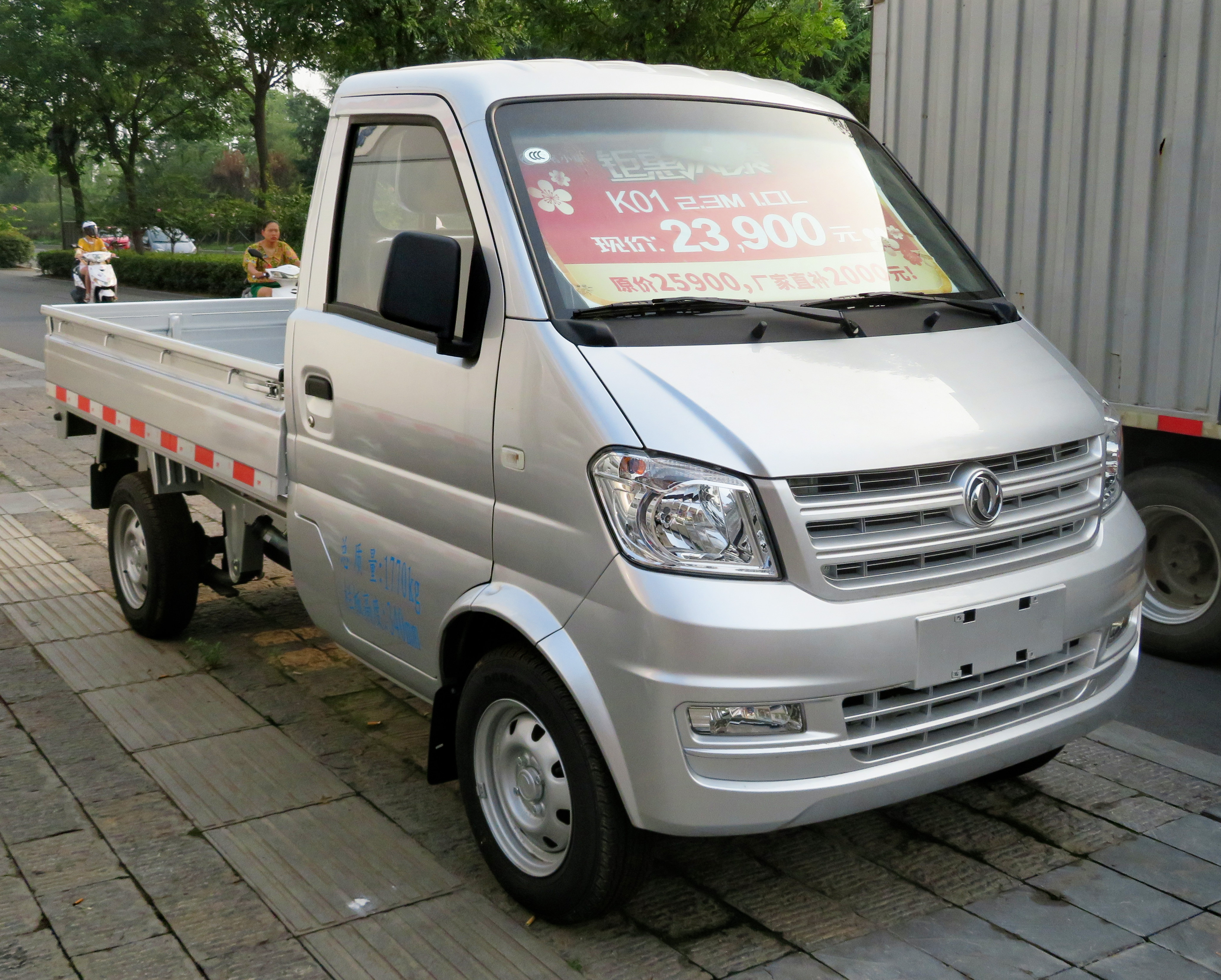
2018 DFSK K01
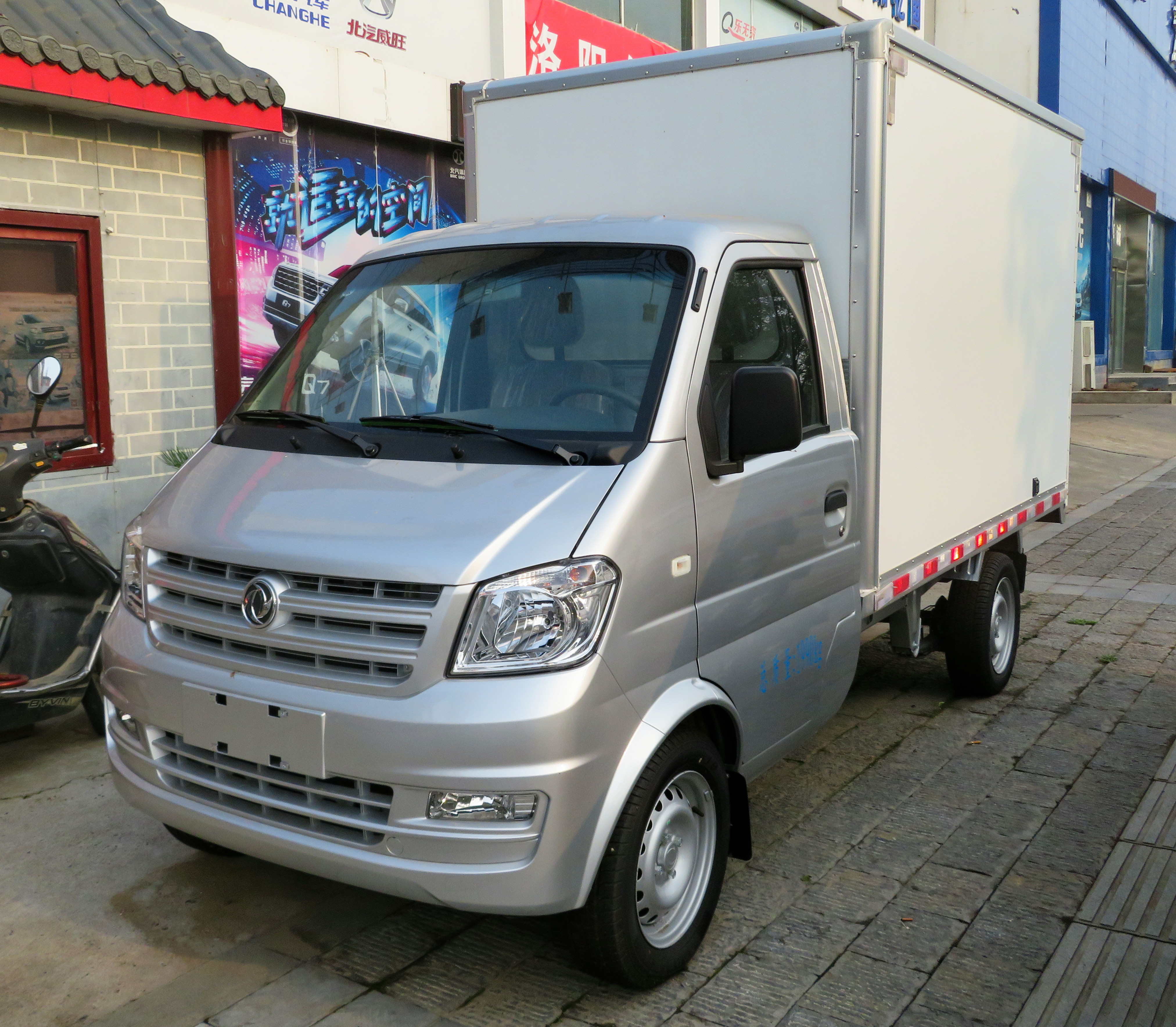
2018 DFSK K05

#### DFSK K02 и K02L
DFSK K02 и K02L являются пикапами с двойной кабиной на базе DFSK K07S. За рубежом также продаются электромобили на их базе.

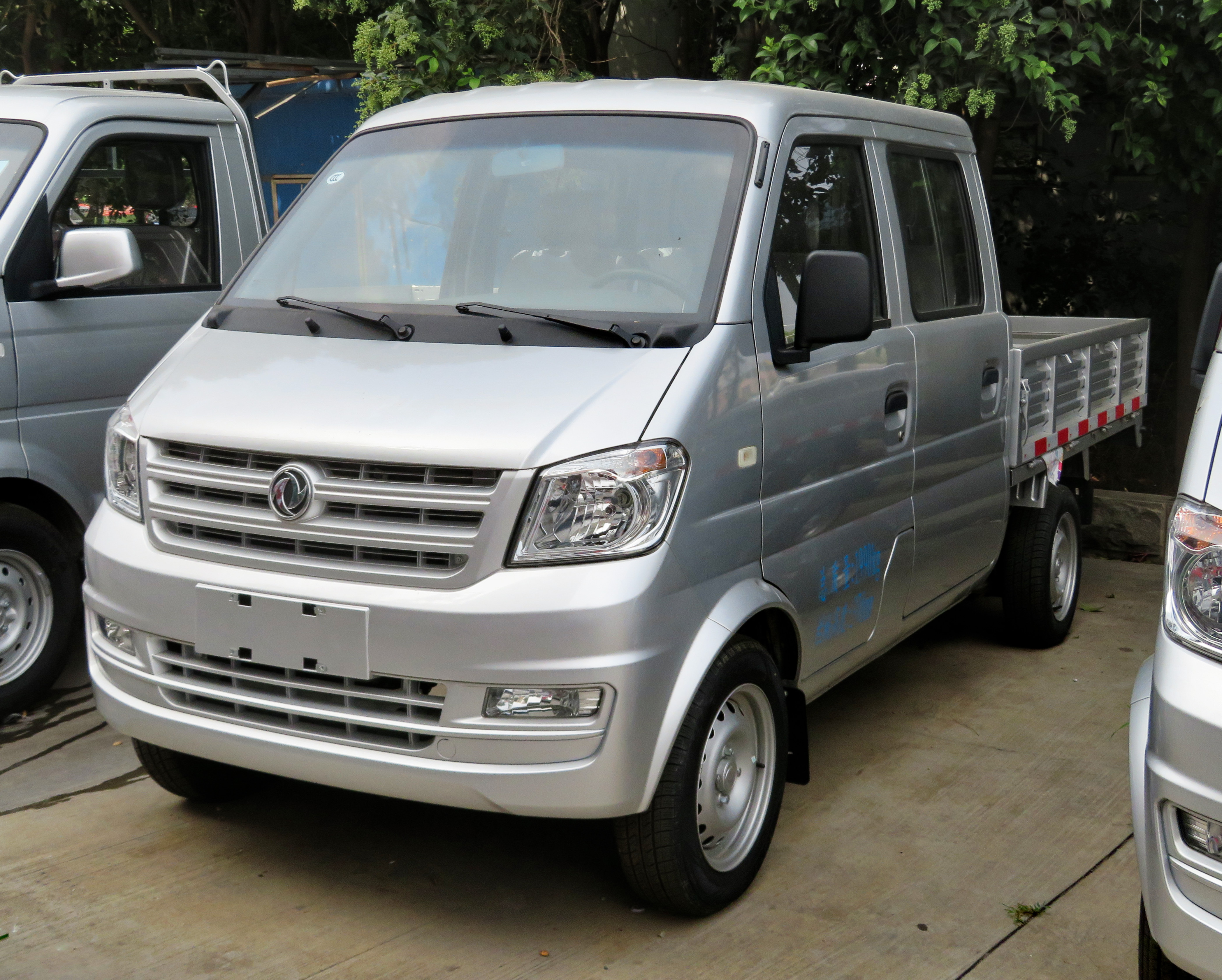
DFSK K02 (K07S)
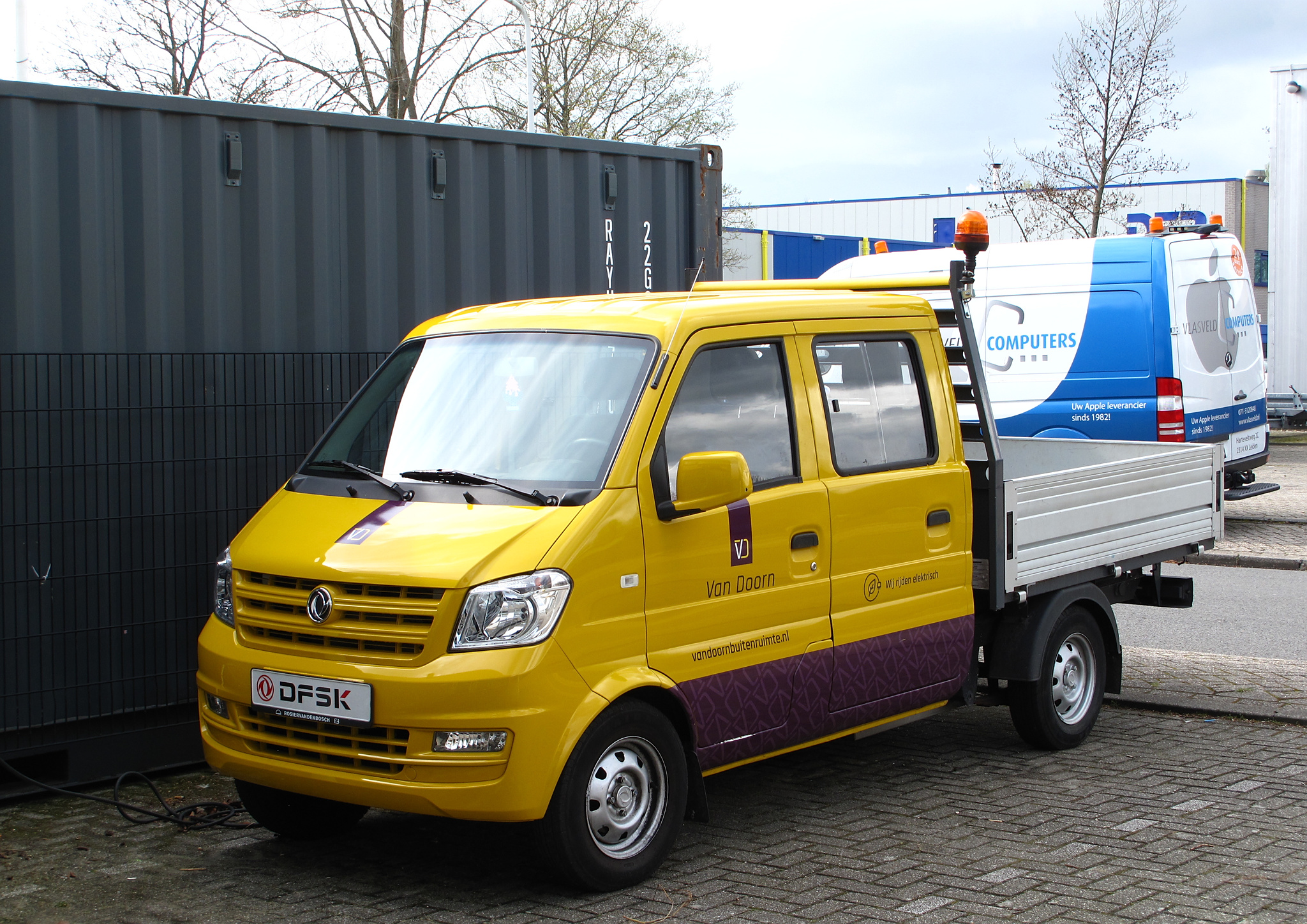
DFSK K02S EV

#### Варианты для зарубежных рынков
Рестайлинговые версии K01 иногда продают под названиями Sokon Fulwin (稳发 на Тайване) или же Giotti Victoria Gladiator (на зарубежных рынках).

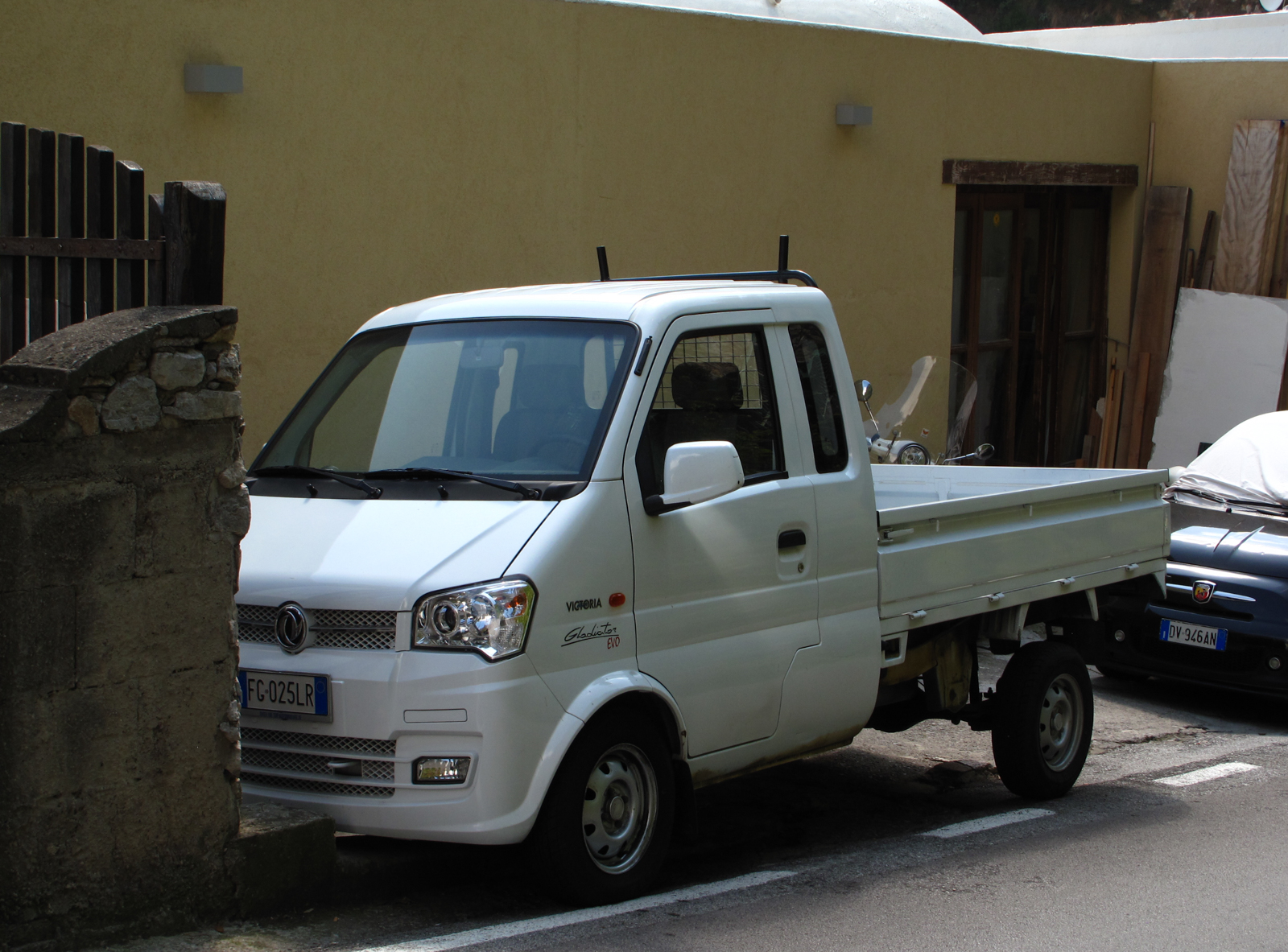
2016 Dongfeng Sokon K01
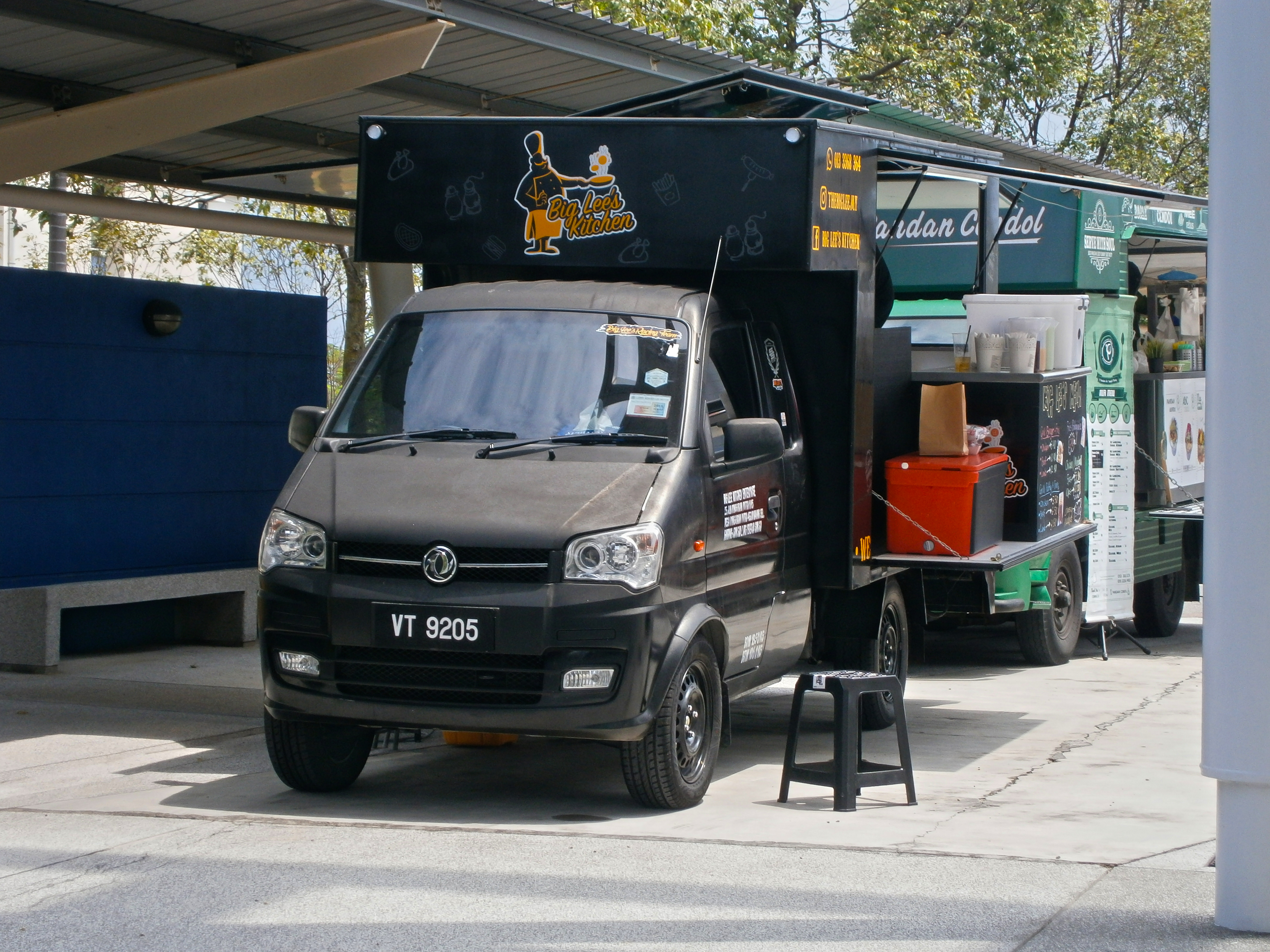
2017 DFSK K01H 1.3 Extra Cabin
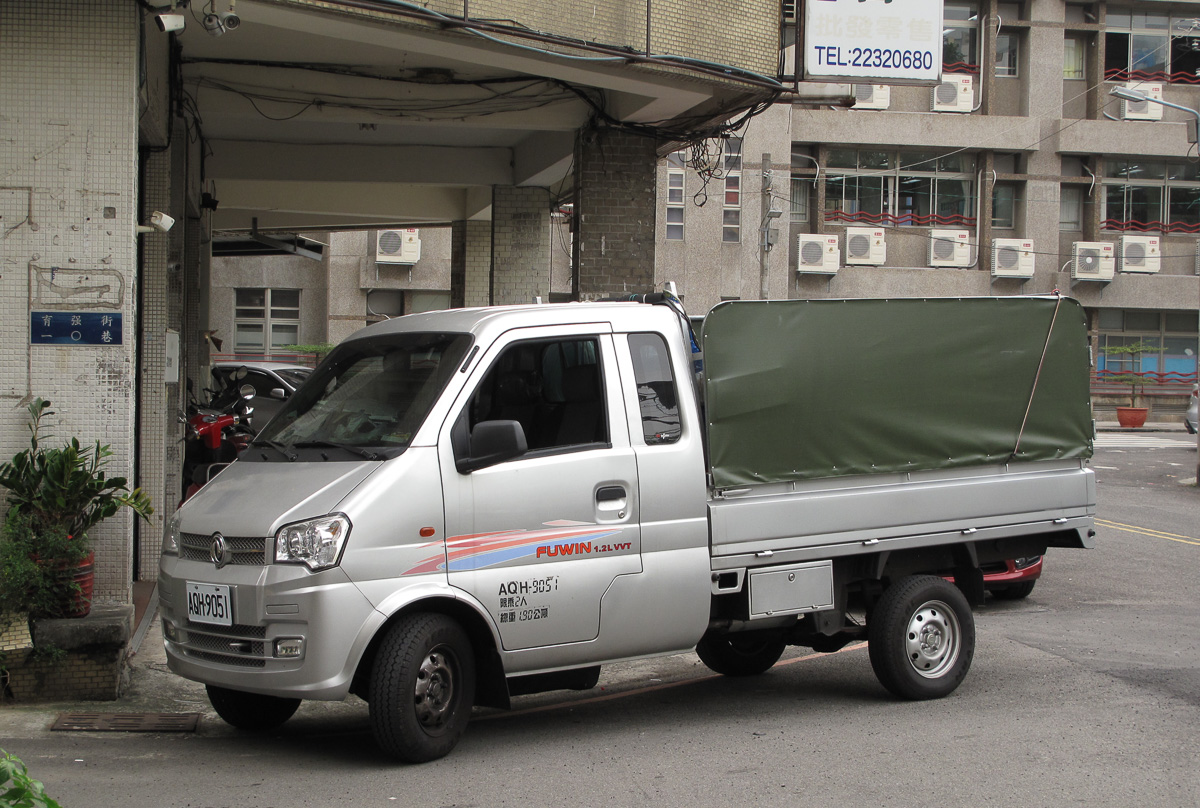
Dongfeng Sokon Fuwin 1.2 на Тайване
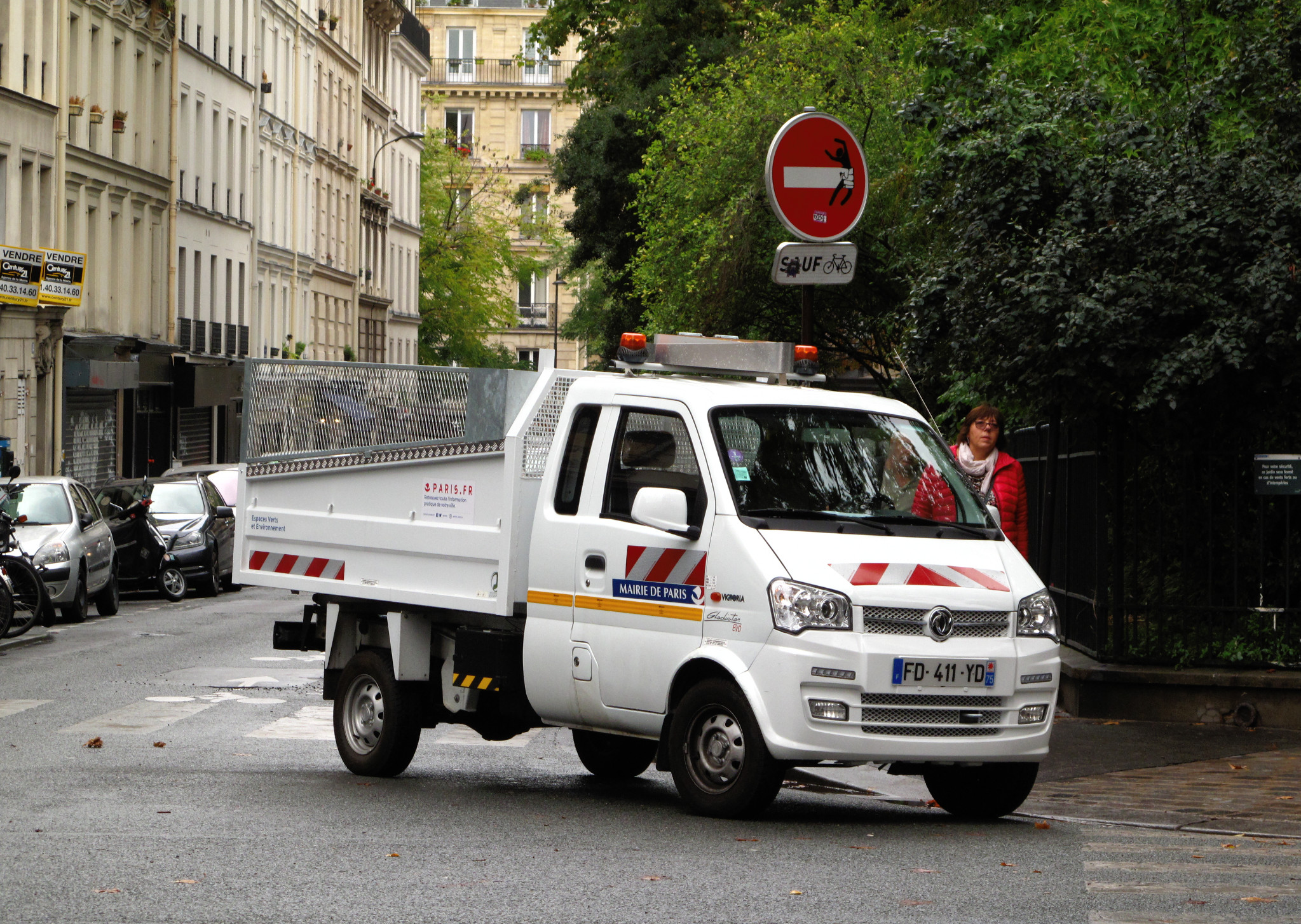
2019 Giotti Victoria Gladiator 1.2 в Париже
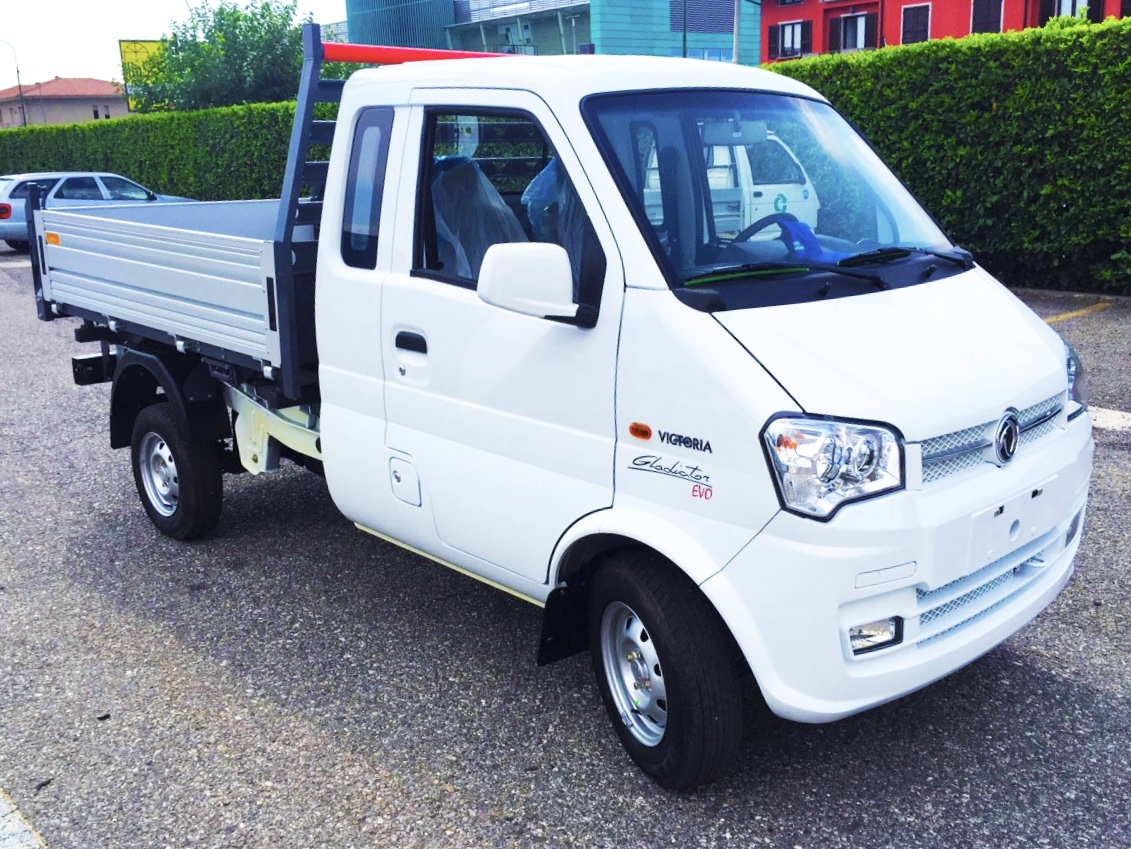
Giotti Victoria Gladiator Evo